# Teoria de l'iceberg

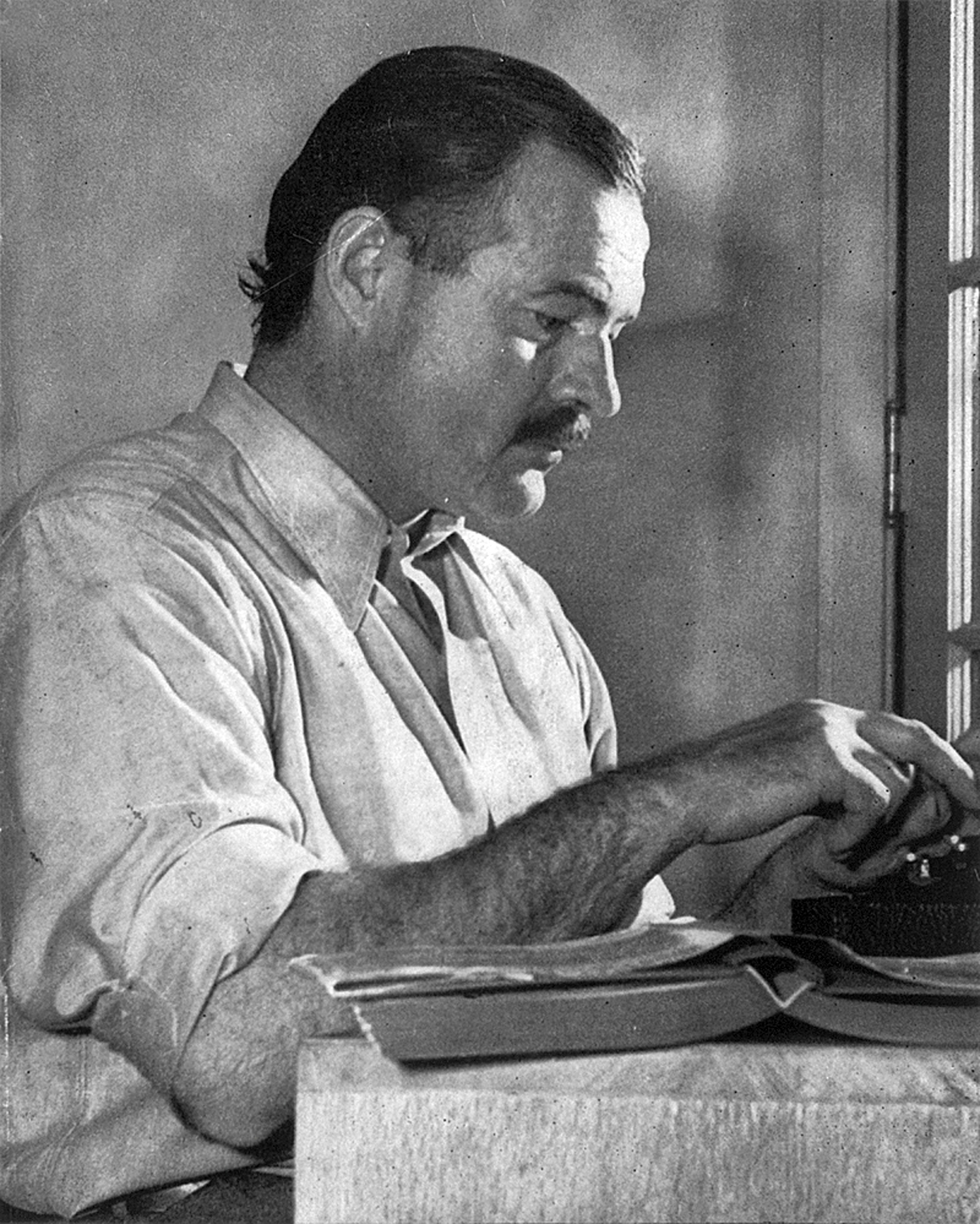
Ernest Hemingway, fotografiat per a l'edició del 1940 de Per qui toquen les campanes

La teoria de l'iceberg (també coneguda com a teoria de l'omissió) és l'estil d'escriptura de l'autor estatunidenc Ernest Hemingway. L'autor va començar la seva carrera com a reporter. La redacció d'articles periodístics, sobretot per a periòdics diaris, se centra en els fets, ometent matèria supèrflua i aliena. En convertir-se en un escriptor de contes, va conservar aquest estil minimalista, centrant-se en els elements de superfície, sense discutir explícitament els temes subjacents. Hemingway creia que el veritable significat d'un text escrit no ha de ser evident a partir del relat de superfície, més aviat, el quid de la narració ha de residir per sota de la superfície i traslluir-se. Crítics literaris, com Jackson Benson, van afirmar que la seva teoria de l'iceberg, combinada amb la característica claredat de la seva escriptura, van funcionar com un mitjà per a distanciar-se dels personatges que va crear.

## Antecedents
Igual que altres escriptors nord-americans com Mark Twain, Stephen Crane, Theodore Dreiser, Sinclair Lewis i Willa Cather, Hemingway va treballar com a periodista abans de convertir-se en novel·lista. Després d'acabar l'escola secundària, va treballar durant uns mesos com a periodista de The Kansas City Star, en què ràpidament es va assabentar que la veritat sovint s'amaga sota la superfície d'una història. Va aprendre sobre la corrupció en la política de la ciutat, i que a les sales d'emergència dels hospitals i les comissaries s'usava una màscara de cinisme «com una armadura per a protegir qualsevol vulnerabilitat». En els seus articles, va escriure sobre els fets rellevants, excloent-ne el fons. Com a corresponsal a l'estranger per al Toronto Star, mentre vivia a París en la dècada del 1920, va cobrir la guerra grecoturca. Va escriure catorze articles per al diari, però el seu biògraf Jeffrey Meyers explica que va escriure de tal manera que «va informar objectivament només dels esdeveniments immediats, a fi d'aconseguir una concentració i intensitat d'enfocament —un focus d'atenció en comptes d'un escenari». Durant la guerra grecoturca, va guanyar una valuosa experiència d'escriptura que es va traduir en l'escriptura de ficció. Va creure que la ficció pot basar-se en la realitat, encara que, si calgués destil·lar-se una experiència, segons va explicar, «el que es va inventar era més cert del que es va acordar».

## Definició
Hemingway va concebre la idea d'una nova teoria d'escriptura el 1923, després d'acabar el conte Out of Season. En A Moveable Feast (1964), les seves memòries sobre els seus anys com a jove escriptor a París, explica: «Vaig ometre el veritable final [d'"Out of Season"], el qual era que l'ancià es va penjar. Això es va ometre en el context de la meva nova teoria, que es pot ometre qualsevol part ... i la part omesa reforçaria la narració». En el primer capítol de Death in the Afternoon, compara la seva teoria sobre l'escriptura amb un iceberg. El biògraf de Hemingway, Carlos Baker, creu que, com a escriptor de contes, Hemingway va aprendre «com treure el màxim profit del menor, com podar el llenguatge i evitar moviment residual, com multiplicar la intensitat i la forma de dir res més que la veritat d'una manera que permet per explicar més de la veritat». Baker explica també que, en l'obra de Hemingway, els fets suren sobre l'aigua, mentre que l'estructura de suport, incloent-hi el simbolisme, opera fora de vista.
Hemingway creia que un escriptor pot descriure una acció –com la de Nick Adams pescant en Big Two-Hearted River– mentre transmet un missatge diferent sobre la mateixa acció –Nick Adams concentrant-se en la pesca fins al punt de no pensar més en el desagradable de les seves experiències de guerra. En el seu assaig The Art of the Short Story, Hemingway s'expressa clarament sobre el seu mètode: «Si un omet coses o esdeveniments importants que un coneix bé, la història s'enforteix. Si es deixa o omet alguna cosa perquè hom no ho sap, la història no tindrà cap valor. La prova per a qualsevol història és la qualitat de les coses que vostè omet, no els seus editors».
De la lectura de Rudyard Kipling, va assimilar la pràctica de la reducció de la prosa fins a l'extrem. Quant al concepte de l'omissió, Hemingway va escriure en The Art of the Short Story: «Es podria ometre qualsevol [part] sabent que s'està ometent, i la part omesa reforçaria la història i faria que la gent senti una mica més que entén». Creia que, en ocultar l'estructura de la història, l'autor reforçaria l'obra de ficció, i que la «qualitat d'una obra podria ser jutjada per la qualitat del material eliminat per l'autor». El seu estil va contribuir a l'estètica: utilitzant «sentències declaratives i representacions directes del món visible» amb un llenguatge simple i clar, Hemingway es va convertir en «l'estilista de prosa més influent del segle XX», segons el biògraf Meyers.
En l'assaig Hemingway's Camera Eye, Zoe Trodd explica que Hemingway utilitza la repetició en la seva prosa, creant un collage de fotos que serveix per a construir una imatge completa. Quant a la teoria de l'iceberg, afirma que «és també una cascada glacial, omplerta de moviment per la seva estètica multifocal». A més, creu que la teoria de l'iceberg de Hemingway «va exigir que el lector sentís la història "sencera"» i que el lector està destinat a «omplir els buits deixats per les omissions amb els seus sentiments».
Jackson Benson creu que Hemingway va utilitzar detalls autobiogràfics com a dispositius d'enquadrament per a escriure sobre la vida en general —no sols sobre la seva pròpia vida. Així, Benson postula que Hemingway va utilitzar les seves experiències i les va extreure amb escenaris de «què passaria si»: «Què passaria si estigués ferit de tal manera que no pogués dormir a la nit? Què passaria si estigués ferit i embogit, què passaria si m'enviessin de nou al front?». En separar-se dels personatges que va crear, Hemingway en reforça el drama. El mitjà per a aconseguir un drama fort és minimitzar, o ometre, les sensacions que van produir la ficció que va escriure.
La teoria de l'iceberg de Hemingway destaca les implicacions simbòliques de l'art. Fa ús de l'acció física per a arribar a una interpretació de la naturalesa de l'existència de l'ésser humà. Es pot demostrar de manera convincent que, «en representar la vida humana amb la ficció, va retratar de manera consistent l'ésser humà contra el fons del seu món i univers, per examinar la condició humana des de diversos punts de vista».

## Ficció primerenca
Gwendolyn Tetlow creu que la ficció primerenca de Hemingway, com en Indian Camp, mostra la seva despreocupació per la construcció de personatge; simplement col·loca el personatge en el seu entorn. No obstant això, en Indian Camp per exemple, l'ús de detalls descriptius –tals com una dona cridant, homes fumant tabac i una ferida infectada– construeixen un sentit de veracitat.
En altres paraules, una història pot comunicar-se per subtext; així, en Hills Like White Elephants, no s'esmenta la paraula «avortament», encara que el personatge masculí en el relat sembla estar tractant de convèncer la seva núvia perquè avorti.
Big Two-Hearted River, segons Hemingway, «tracta d'un jove... que torna de la guerra.... Així, s'omet la guerra, tot esment de la guerra, qualsevol esment de la guerra». Hemingway va ometre intencionalment part de la història en Indian Camp i Big Two-Hearted River, dos relats que va considerar bones obres.
Baker explica que els contes de Hemingway sobre esports sovint tracten sobre els mateixos atletes i que l'esport és accessori a la història. Així mateix, el relat A Clean, Well-Lighted Place, que a primera vista descriu homes en una taverna a la nit, en realitat tracta del que porta els homes a anar a la taverna a beure, i les raons per les quals busquen la llum en la nit —aspectes que no són visibles en la «superfície» de l'argument, però que s'amaguen en la part oculta de l'iceberg. Big Two-Hearted River, així com A Clean, Well-Lighted Place, aparentment no tracten res, però dins del res resideix el quid de la història.

## Novel·les
Benson creu que l'omissió aplicada per Hemingway funciona com una espècie de barrera entre ell mateix, com a creador d'un personatge, i el personatge. Explica que un autor, en introduir una «distància» amb el personatge que ha creat, «sembla tornar-se més experimentat». Benson afirma que en la ficció de Hemingway la distància és necessària, i és aplicada amb èxit en la ficció primerenca com ara The Sun Also Rises, però si ell, sent «l'autor, no crea deliberadament aquesta distància, la ficció falla», com aparentment va ocórrer en obres posteriors com Across the River and into the Trees.
Baker caracteritza Across the River and into the Trees com una «novel·la lírica poètica», en la qual cada escena té una veritat subjacent presentada per mitjà del simbolisme. Un exemple d'omissió deliberada, segons Meyers, és que Renata, igual que altres heroïnes en la ficció de Hemingway, sofreix un gran «xoc» —l'assassinat del seu pare i la consegüent pèrdua de la seva casa—, a la qual Hemingway només al·ludeix breument. La narrativa retallada de Hemingway obliga el lector a resoldre les connexions. Com assenyala Stoltzfus: «Hemingway només porta el lector fins al pont que ha de creuar, sense l'ajuda del narrador».
Hemingway creia que si un altre ja havia escrit sobre el context, i que l'escrit era de bona qualitat, podria ser omès dels seus escrits. Quant a El vell i el mar explica: «Com a escriptor, hom es veu limitat pel que ja s'ha fet satisfactòriament. Així que he tractat de fer alguna cosa diferent. En primer lloc, he tractat d'eliminar tot l'innecessari per transmetre l'experiència al lector, de manera que després d'haver llegit alguna cosa, això es converteixi en part de la seva experiència i sembli que realment va succeir».

## Llegat
L'octubre del 1954, Hemingway va rebre el Premi Nobel de Literatura «pel seu mestratge en l'art de la narració, demostrat recentment a El vell i el mar, i per la influència que ha exercit sobre l'estil contemporani».
El llegat de Hemingway a la literatura estatunidenca és el seu estil: els escriptors que van venir després el van emular o el van evitar. Després d'establir la seva reputació amb la publicació de The Sun Also Rises, es va convertir en el portaveu de la generació de la primera postguerra i va establir un estil a seguir. Reynolds afirma que el seu llegat consisteix que «va deixar contes i novel·les tan commovedors que alguns han passat a formar part del nostre patrimoni cultural». En un discurs del 2004 a la Biblioteca John F. Kennedy, Russell Banks va declarar que, com molts escriptors de la seva generació, va ser influenciat per la filosofia literària, l'estil i la imatge pública de Hemingway.
En canvi, el 2012, el novel·lista John Irving va rebutjar la major part de l'obra de Hemingway «a excepció d'alguns contes», dient que «el dictamen d'escriure-el-que-un-sap no té lloc en la literatura d'imaginació». Irving també es va oposar a la «postura d'home dur-ofensiu —tots aquests homes recalcitrants del tipus dir-poc» i va contrastar l'enfocament de Hemingway amb el de Herman Melville, citant el consell d'aquest últim: «vés amb compte amb qui busca agradar més que atemorir».